# Station Owada
Station Ōwada (大和田駅, Ōwada-eki) is een spoorwegstation in de Japanse stad Kadoma. Het wordt aangedaan door de Keihan-lijn. Het station heeft twee sporen, gelegen aan twee zijperrons.

## Treindienst

#### Keihan-lijn
| 1 | ■ Keihan-lijn | richting Hirakatashi, Chūshojima, Sanjō en Demachiyanagi    |
| 2 | ■ Keihan-lijn | richting Moriguchishi, Kyōbashi, Yodoyabashi en Nakanoshima |

## Geschiedenis
Het station werd geopend in 1932. In 1963 werd er een nieuw station gebouwd, wat in de loop der jaren regelmatig verbouwd en vernieuwd is.

## Overig openbaar vervoer
Bussen van Keihan.